# Makiš
Makiš (en serbe cyrillique : Макиш) est un quartier de Belgrade, la capitale de la Serbie. Il est situé dans la municipalité de Čukarica. En 2002, il comptait 1 379 habitants.

## Localisation
Makiš est délimité par la Save et le lac de la Save à l'ouest et au nord, par les quartiers de Čukarica et Čukarička Padina au nord-est, de Julino Brdo, Žarkovo, Bele Vode et Rupčine à l'est, par celui de Železnik au sud et par le faubourg d'Ostružnica au sud-ouest.

## Caractéristique
Pour l'essentiel, Makiš est une forêt marécageuse, traversée par de nombreux petits ruisseaux ou canaux ; le plus important de ces ruisseaux porte le nom de Marevica (en serbe cyrillique : Маревица). La partie nord du quartier est connue sous le nom de Jedek (Једек), l'ouest sous celui de Asčinica (Ашчиница) et la partie centrale sous le nom de Veliko Okno (Велико Окно).
Si Makiš n'est pas une zone résidentielle (1 379 habitants en 2002), il joue un rôle important dans l'industrie et le transport belgradois. Les grandes voies routières de lObrenovački drum et la Savska magistrala marquent les limites occidentale et orientale du quartier. La gare de triage de Makiš est la plus grande de l'Europe du sud-est. Les principales installations pour l'alimentation en eau de la capitale y sont situées.